# Veli Saarinen
Veli Selim Saarinen (Virolahti, 16 september 1902 - Helsinki, 12 oktober 1969) was een Fins langlaufer. 

## Carrière
Saarinen nam tweemaal deel aan de Olympische Winterspelen, tijdens zijn debuut in 1928 viel hij met een vierde plaats op de achttien kilometer net buiten de medailles. Tijdens de wereldkampioenschappen een jaar later in Zakopane won Saarinen de wereldtitel op de achttien kilometer en de zilveren medaille op de vijftig kilometer. Bij Saarinen zijn tweede olympische deelname veroverde hij de bronzen medaille op de achttien kilometer en de gouden medaille op de vijftig kilometer. Een jaar later werd Saarinen wereldkampioen op de vijftig kilometer.

## Belangrijkste resultaten

### Olympische Winterspelen
| Editie | Plaats       | Resultaten    |
| ------ | ------------ | ------------- |
| 1928   | Sankt Moritz | 4e 18 km      |
| 1932   | Lake Placid  | 18 km · 50 km |

### Wereldkampioenschappen langlaufen
| Jaar | Plaats       | Resultaten        |
| ---- | ------------ | ----------------- |
| 1926 | Lahti        | 30 km             |
| 1928 | Sankt Moritz | 4e 18 km          |
| 1929 | Zakopane     | 17 km · 50 km     |
| 1930 | Oslo         | 5e 17 km 6e 50 km |
| 1932 | Lake Placid  | 18 km · 50 km     |
| 1933 | Innsbruck    | 4e 18 km · 50 km  |
| 1934 | Sollefteå    | 18 km             |